# 塔爾伯特鎮區 (北達科他州鮑曼縣)
塔爾伯特鎮區（英語：Talbot Township）是位於美國北達科他州鮑曼縣的一個鎮區。

## 地方資料
塔爾伯特鎮區的面積為92.86平方千米，當中陸地面積為92.78平方千米，而水域面積為0.08平方千米。根據2010年美國人口普查的數據，當地共有人口104人，而人口密度為每平方千米1.12人。